# Христо Дуков
Христо С. Дуков е български лекар от Македония.

## Биография
Христо Дуков е роден в 1865 година в костурското село Загоричани, тогава в Османската империя. Още като дете на 11 години заминава със семейството си за Свободна България. В 1894 година моли Българската екзархия за материална помощ за обучението си по медицина в Лозана, тъй като произхожда от бедно семейство, баща му е починал и има сестра стипендиантка в Солунската девическа гимназия, а майка му е прислужница в пансиона към класното училище в гр. Костур, но молбата му е отхвърлена. Въпреки това, успява да завърши медицина в Лозана в 1897 година. В 1904 година е околийски лекар в Анхиало, днес Поморие. В 1906 година е отправена колективна молба към Българската екзархия от селските кметове в Костурско и Хрупища да се назначи български лекар в Костур, заради щетите, които нанася гръцката пропаганда в селата в района и предлагат Христо Дуков, но той отговаря, че е напуснал Македония като дете и не познава обстановката там, но апелира към Екзархията, че в района има „повелителна нужда от български лекари, аптекари и акушерки, които да поведат борбата на културна почва с враговете на нашата народност.“ Като алтернатива доктор Дуков предлага да замине да се запознае в обстановката, но Екзархията не одобрява молбата. В това време доктор Дуков е околийски лекар в Казанлък.